# Nambudiri

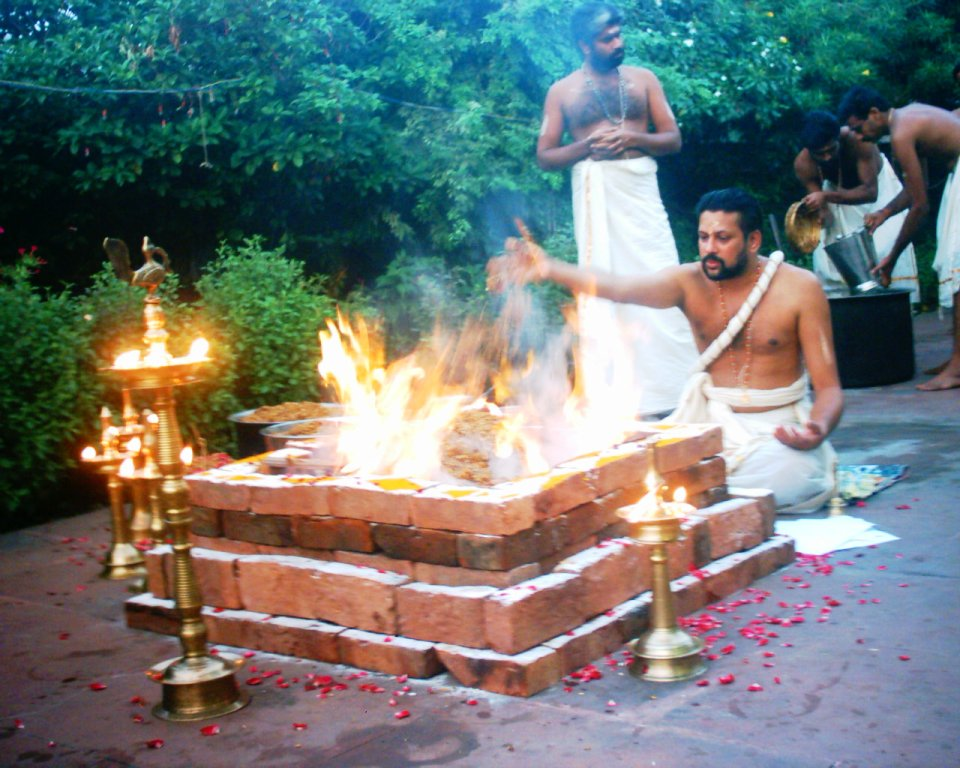
Ein Hindupriester der Nambudiri-Kaste führt eine Yajna durch und wirft Opfergaben ins heilige Feuer.

Die Nambudiris (Malayalam: നമ്പൂതിരി, Nampūtiri; anglisierend auch Namboothiri) sind eine brahmanische Jati im südindischen Bundesstaat Kerala. Sie gelten als besonders orthodox und werden als Träger der klassischen vedischen Religion und des traditionellen Hindu-Kodex betrachtet. Nambudiris folgen der konservativen und ritualistischen Shrauta-Tradition (traditionelle vedische Rituale) und dem Purva Mimansa, anders als die Mehrzahl der anderen Brahmanen in Indien, die dem Vedanta folgen.
Die Nambudiris sind bekannt für ihren ausgeprägten Sinn für die Kastenhierarchie und die damit zusammenhängenden Reinheitsvorschriften. In der Vergangenheit betrachteten sie sich bereits als verunreinigt, wenn gewisse andere Gruppen von Brahmanen sie nur berührten. Sie waren auch die einzige Hindu-Kaste, bei der Frauen einen Gesichtsschleier trugen (was um 1930 abgeschafft wurde).
Während die ältesten Söhne eines Nambudiri-Haushaltes – den Sitten der endogamen Kasten folgend – eine Nambudiri-Frau heirateten, nahmen die jüngeren Brüder eine Frau der niedrigeren Nayar-Kaste und fügten sich in das matrilineare System der Nayars ein.
Im Gegensatz zu anderen Brahmanenkasten in Südindien legten die Nambudiris großen Wert auf ihren Status als Priester, und sie übten für gewöhnlich keinen „normalen“ Beruf aus. Bis zur Landreform im Jahre 1963 in Kerala gründete der Reichtum vieler Nambudiris (wie auch der Nayar bzw. Nair) auf ihren ausgedehnten Ländereien. Seit dieser Landreform gibt es viele völlig verarmte Nambudiris und Nayars, die auf Grund ihrer hohen Kaste nicht in den Genuss von staatlichen Förderungsmaßnahmen kommen.
In den Häusern der Nambudiri oder in den Tempeln des Gottes Ayyappan führen Mitglieder der Nambiar-Kaste das Ritualdrama Ayyappan tiyatta auf.